# Nomada fucata
Nomada fucata là một loài Hymenoptera trong họ Apidae. Loài này được Panzer mô tả khoa học năm 1798.

## Hình ảnh

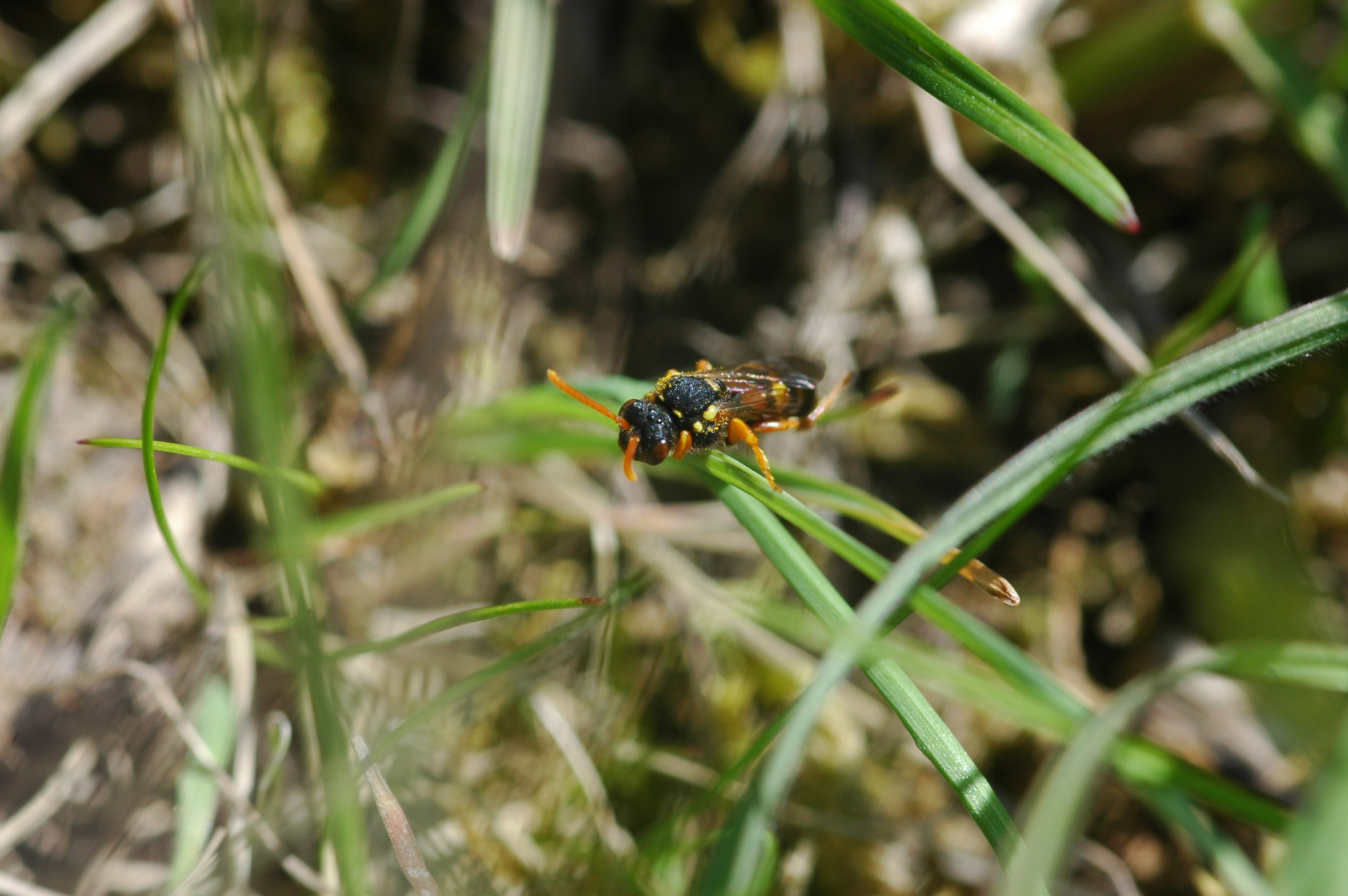
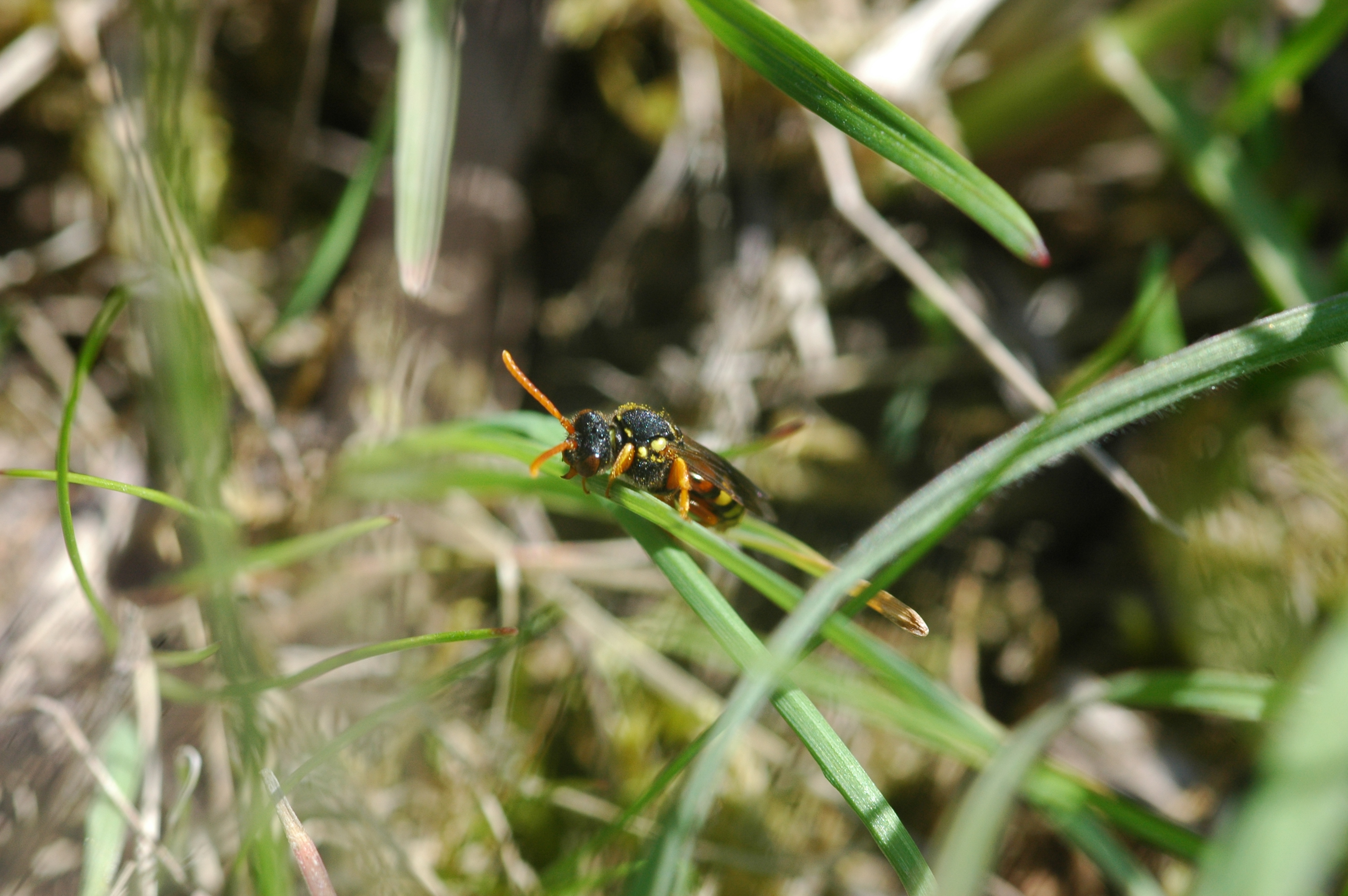
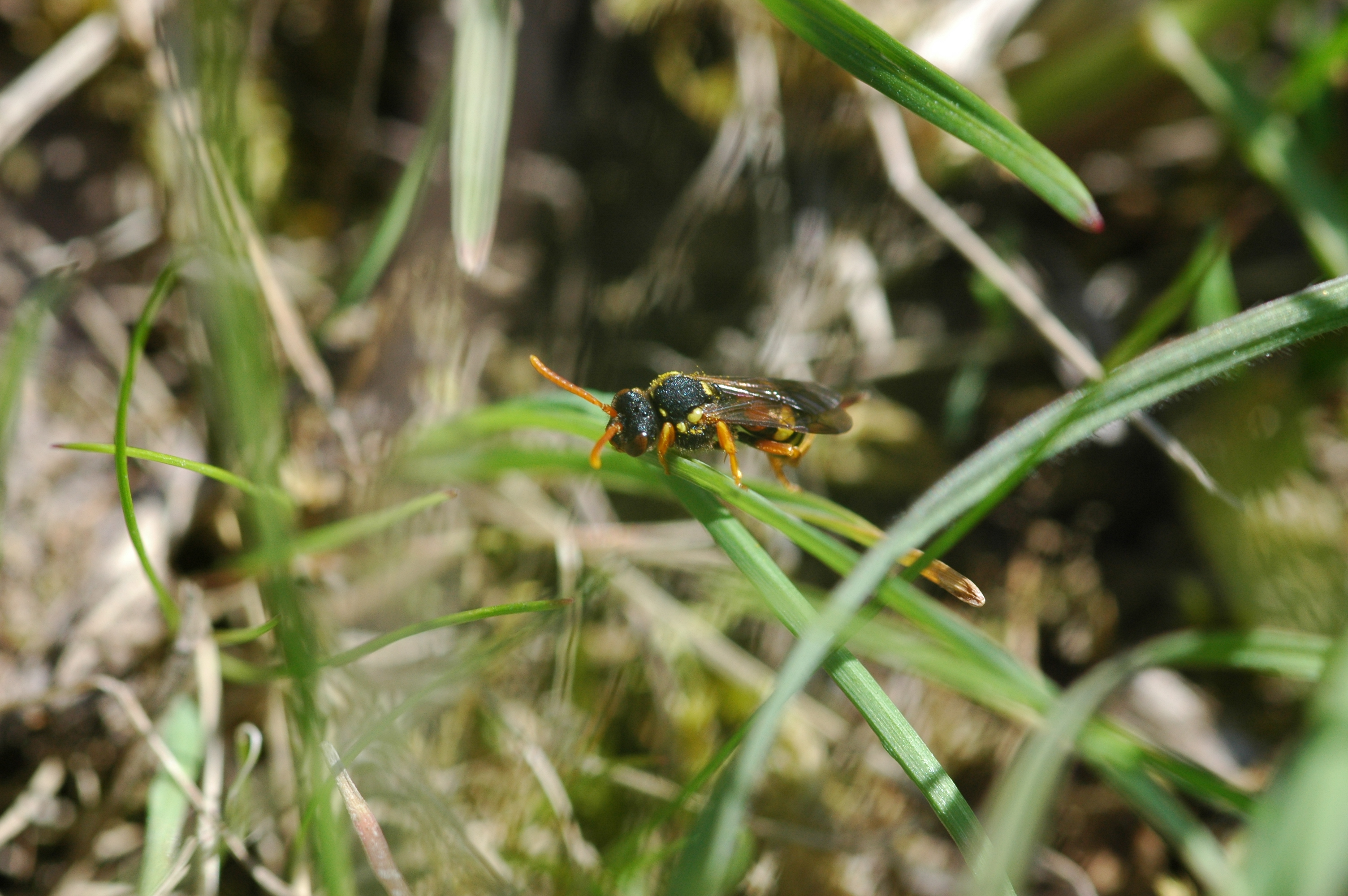